# Saison 4 des Contes de la crypte
Chronologie
Saison 3 Saison 5
Cet article présente le guide de la quatrième saison de la série télévisée Les Contes de la crypte.
Les épisodes 8 et 9 n'ont pas été doublés en français. Ils sont donc uniquement disponibles en VOSTFR sur les DVD américains.

## Épisodes

### Épisode 1:Cœur saignant en papillote
- États-Unis : 27 juin 1992 sur HBO
- France : 21 juillet 1994 sur M6

- Tom Hanks (Baxter)
- Treat Williams (Howard Prince)
- Frances Sternhagen (Effie Gluckman)
- Henry Gibson (Stanhope)
- Sugar Ray Leonard (Le fossoyeur)

### Épisode 2:À mourir de rire
- États-Unis : 27 juin 1992 sur HBO
- France : 4 août 1994 sur M6

- Sonia Braga (Sophie Wagner)
- Dylan McDermott (George Gatlin)
- Cleavon Little (Pack Brightman)

### Épisode 3:Le Tatouage
- États-Unis : 27 juin 1992 sur HBO
- France : 18 août 1994 sur M6

- Tia Carrere (Scarlett)
- Sherrie Rose (en) (Vendetta)
- Heavy D (Farouche)
- Gregg Allman (Toland)
- Steve Jones (Hulk)

### Épisode 4:Séance
- États-Unis : 4 juillet 1992 sur HBO
- France : 25 août 1994 sur M6

- Ben Cross (Benjamin A. Polosky)
- Cathy Moriarty (Alison Peters)
- John Vernon (Monsieur Chalmers)
- Lupe Ontiveros (Madame Leona)

### Épisode 5:Le Concours
- États-Unis : 11 juillet 1992 sur HBO
- France : 4 août 1994 sur M6

- Kathy Ireland (Joyce)
- Mimi Rogers (Helen)
- Buck Henry (George)
- Jennifer Rubin (Druscilla)
- Robert Trebor (Archie)

### Épisode 6:Qu'est-ce que tu mijotes?
- États-Unis : 22 juillet 1992 sur HBO
- France : 11 août 1994 sur M6

- Christopher Reeve (Fred)
- Bess Armstrong (Erma)
- Judd Nelson (Gaston)
- Art LaFleur (Phil)
- Meat Loaf (Chumley)

### Épisode 7:La Dernière Émission
- États-Unis : 25 juillet 1992 sur HBO
- France : 28 juillet 1994 sur M6

- David Warner (Docteur Alan Goetz)
- Zelda Rubinstein (Nora)
- Robert Patrick (Lothar)
- Twiggy (Bonnie)
- Joan Severance (Rona)

### Épisode 8:Confrontation
- États-Unis : 1er août 1992 sur HBO
- France : Inédit

- David Morse (Tom McMurdo)

### Épisode 9:Le roi de la route
- États-Unis : 8 août 1992 sur HBO
- France : Inédit

- Brad Pitt (Billy)
- Raymond J. Barry (Joe Garrett)

### Épisode 10:À la place du mort
- États-Unis : 19 août 1992 sur HBO
- France : 18 août 1994 sur M6

- Blythe Danner (Margaret)
- Obba Babatundé (Adjoint Jameson)
- Adam Ant (Pipkin)
- Clarence Williams III (Grady)
- Salome Jens (Mme Pritchard)

### Épisode 11:Dédoublement de personnalité
- États-Unis : 26 août 1992 sur HBO
- France : 18 août 1994 sur M6

- Joe Pesci (Vic / Jack)
- Burt Young (Parieur)
- Joe Pantoliano (Vendeur du casino)

### Épisode 12:Allez vous faire pendre
- États-Unis : 2 septembre 1992 sur HBO
- France : 11 août 1994 sur M6

- Donald O'Connor (Joseph Renfield)
- Zach Galligan (David)

### Épisode 13:Concerto pour un loup-garou
- États-Unis : 9 septembre 1992 sur HBO
- France : 25 août 1994 sur M6

- Timothy Dalton (Lokai)
- Dennis Farina (Antoine)
- Lela Rochon (Mercedes)
- Reginald VelJohnson (Le mari de Mercedes)
- Walter Gotell (Monsieur Hertz)
- Charles Fleischer (Carl Rechek)
- Beverly D'Angelo (Janice Baird)
- Wolfgang Puck (Lui-même)

### Épisode 14:Curiosité châtiée
- États-Unis : 16 septembre 1992 sur HBO
- France : 11 août 1994 sur M6

- Margot Kidder (Cynthia)
- Kevin McCarthy (Jack)
- Marshall R. Teague (Frank)
- J.A. Preston (Harry)
- Madge Sinclair (Lucille)
- Constance Wiggins (Selma)
- Cynthia Windham (Kat)